# Avahi (Software)
Avahi ist eine freie Implementierung von Zeroconf, einer Technik zur Vernetzung von Geräten in einem lokalen Netzwerk, ohne dass diese manuell konfiguriert werden müssen.

## Geschichte
Avahi wurde von Lennart Poettering und Trent Lloyd entwickelt. Es ist das Ergebnis der 2005 erfolgten Zusammenführung der ursprünglichen mDNS-/DNS-SD-Implementierung von Poettering namens FlexMDNS und von Lloyds Original-Code namens Avahi. Während der Großteil des heutigen Codes aus dem Projekt FlexMDNS stammte, wurde Avahi der Name für das gemeinsame Projekt. Die ursprüngliche Entwicklung von FlexMDNS hatte Ende 2004 begonnen, die Arbeit am ursprünglichen Avahi Anfang 2004.
Avahi wurde ursprünglich unter der Schirmherrschaft von freedesktop.org entwickelt, hat sich aber mittlerweile zu einem eigenständigen Projekt entwickelt.
Der Name Avahi bezieht sich auf die Wollmakis, eine Gattung von Primaten, die in Madagaskar beheimatet sind. Trent Lloyd legte den Namen fest. Der Wollmaki ist auch die Grundlage für das Logo.